# 富昌國際
富昌國際控股有限公司（除牌當時為0916.HK）-- 前香港主版上市公司，創辦於1996年，由前香港商人何詠昌創立，主要業務中港兩地印刷線路版製造商。
本公司由2002年12月16日起暫停買賣，原因前主席何詠昌和前財務總監陳永炬被控串謀誇大本公司及附屬營業額以獲取上市資格，並藉偽造本公司附屬向裕豐出售電子零件的交易騙取銀行信用狀。

## 富昌案
在2000年10月1日至2002年3月27日期間，李串謀何詠昌、陳永炬、郭淑華及其他人士詐騙「聯交所」。陳及郭於案發時分別為本公司的財務總監及董事。
案情透露，他們曾偽造銷售發票及會計紀錄，以誇大「富昌」及其附屬公司在1998年、1999年及2000年3個財政年度的營業額和盈利數字，以符合「聯交所」的上市規定。
他們又向「聯交所」提交載有誇大營業額及盈利數字的文件，因此被廉政公署檢控。
2007年8月21日，法庭裁判何詠昌入獄9年，前財務總監陳永炬被判入獄8年，前董事郭淑華被判入獄9年6個月。另外何詠昌及郭淑華被禁出任公司董事10年。
2008年2月20日，執業會計師李榮基也被判入獄11年。

## 撤銷上市
最後本公司因未能向港交所提交復牌建議，而根據《香港聯合交易所有限公司證券上市規則》條例第17條，裁定本公司在2006年6月28日於上午9時30分撤銷上市。

## 外部連結
- 富昌何詠昌重囚9年半 （页面存档备份，存于）
- 涉富昌案詐騙罪成 會計師再判監9年 （页面存档备份，存于）